# Chloraea crispa
Chloraea crispa là một loài thực vật có hoa trong họ Lan. Loài này được Lindl. mô tả khoa học đầu tiên năm 1840.

## Hình ảnh

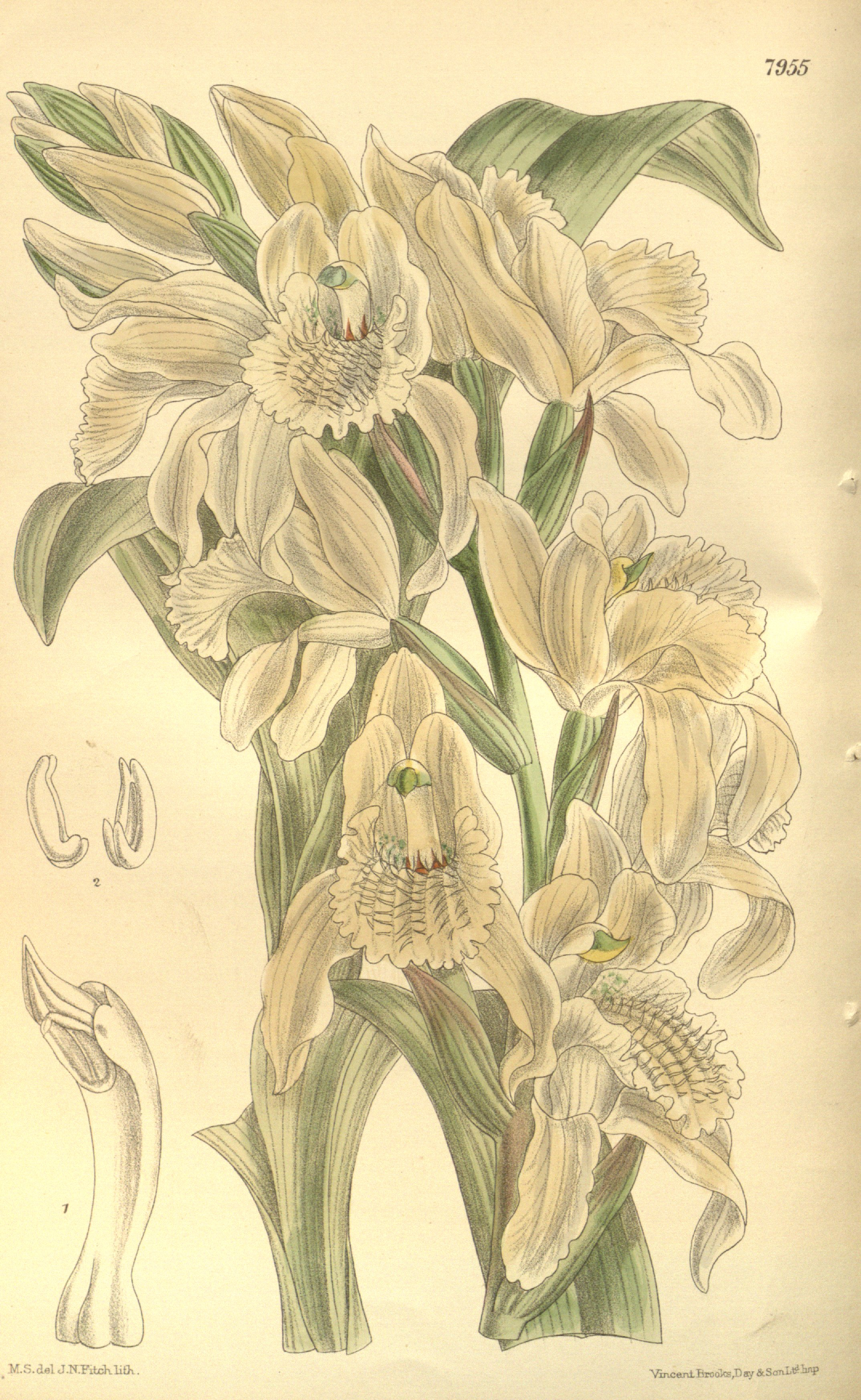